# El Refugio (Guerrero)
El Refugio es una localidad del estado mexicano de Guerrero. Es parte del municipio de Ayutla de los Libres.

## Demografía
| Gráfica de evolución demográfica |
|                                  |

| Censo | Población |
| ----- | --------- |
| 1940  | 454       |
| 1950  | 569       |
| 1960  | 724       |
| 1970  | 999       |
| 1980  | 1 086     |
| 1990  | 482       |
| 2000  | 1 335     |
| 2010  | 1 222     |
| 2020  | 1 238     |